# 1887 en rugby à XV
Cette page présente les faits marquants de l'année 1887 en rugby à XV : les principales compétitions et évènements liés au rugby à XV et rugby à sept ainsi que les naissances et décès de grandes personnalités de ce sport.

## Principales compétitions
- Tournoi britannique (du 8 janvier au 12 mars 1887)

## Événements

### Janvier
- 8 janvier : le pays de Galles et l'Angleterre font match nul zéro partout dans le premier match du tournoi britannique disputé à Llanelli[1].

### Février
- 7 février : l'Irlande bat l'Angleterre sur le score de 2 à 0 sur son terrain de Lansdowne Road à Dublin[2].
- 19 février : l'Irlande perd son deuxième match du Tournoi à domicile devant l'Écosse qui obtient la victoire 2 à 0 à Belfast[3].
- 26 février : l'Écosse bat largement le pays de Galles à Édimbourg sur le score de 4 à 0 en marquant douze essais dont un quintuplé de George Lindsay[4].

### Mars
- 5 mars : l'Angleterre fait match nul un partout avec l'Écosse à Manchester[5].
- 12 mars : le pays de Galles remporte son dernier match 4 à 3 face à l'Irlande à Birkenhead[6]. Le Tournoi britannique est remporté par l'Écosse.

## Naissances
- 9 février : Pierre Mounicq, joueur de rugby à XV français. († 7 avril 1964).
- 25 février : Pierre Failliot, athlète de sprint, de haies et d'épreuves combinées puis joueur de rugby à XV français. († 31 décembre 1935).
- 26 mai : Joseph Bavozet, joueur de rugby à XV français. († 15 mai 1967).
- 27 mai : Paul Mauriat, joueur de rugby à XV français. († 21 mai 1964).
- 2 août : Gilbert Brutus, joueur de rugby à XV puis entraîneur, dirigeant et arbitre français. († 7 mars 1944).